# Fiat-SPA AS42 "Sahariana"
La Fiat-SPA AS42 "Sahariana"  o SPA-Viberti AS42 è un veicolo blindato da esplorazione utilizzato dalle truppe italiane che combatterono durante la campagna del Nordafrica durante la seconda guerra mondiale, sviluppato sulla base della Autoblindo Fiat-Ansaldo.

## Sviluppo
Per contrastare le micidiali incursioni del Long Range Desert Group, il Regio Esercito richiese un veicolo veloce, bene armato e adatto ad operare nelle località desertiche per poter dare la caccia agli incursori inglesi e permettere eventuali colpi di mano. Il risultato fu una camionetta derivata dallo scafo dalla autoblindo AB41 caratterizzata da ruote di grande diametro e da un profilo laterale basso. Il telaio era caratterizzato da un passo di 3,2 m, carreggiata di 1,75 m ed altezza dal suolo di 0,35 m; la capacità di guado era di 0,7 m. La trazione era integrale ma, a differenza della blindo, solo le ruote anteriori erano sterzanti ed era abolito il secondo posto di guida. Il motore, lo stesso della AB41, era collocato al posteriore mentre all'anteriore trovava posto la ruota di scorta; sulle fiancate erano predisposti degli attacchi per 20 taniche di benzina da 20 l, su due file da 5 su ogni lato. Il serbatoio del carburante da 145 l consentiva un'autonomia di 300 km, (1200 km con i 400 l delle taniche). Sui parafanghi anteriori vennero collocate 4 taniche d'acqua mentre su quelli posteriori trovarono posto 2 lamiere per il disinsabbiamento.
Il prototipo fu presentato il 9 luglio 1942 e, in seguito all'esito positivo delle prove di valutazione, in agosto iniziò la produzione del primo lotto di 140 mezzi (ma ne furono consegnate poche decine di esemplari). Dotata del solo sedile del conducente, accompagnato dai serventi delle armi di bordo che prendevano posto su 4 strapuntini laterali, la "Sahariana" era stata pensata per il trasporto di uomini e materiale/e incursioni. La sua sagoma bassa le permetteva  di nascondersi dietro le dune e la grande autonomia le consentiva di inseguire a lungo le truppe avversarie.

## La Fiat-SPA AS42 "Metropolitana"
Un secondo modello, chiamato Sahariana II o Metropolitana, entrò in servizio a 1943 inoltrato e differiva dalla Sahariana per l'assenza delle due file superiori di taniche di benzina sulle fiancate, sostituite da due grandi cassoni per le munizioni, e per la presenza di una telonatura pieghevole. Inoltre questa versione montava pneumatici Pirelli "Artiglio", adatti ai terreni continentali, a differenza del primo modello che montava le gomme da sabbia Pirelli "Libia".

## Impiego Operativo
Entrata in servizio nel dicembre 1942, partecipò alle fasi finali della campagna d'Africa. In particolare prestò servizio nella campagna di Libia e Tunisia, assegnata principalmente alle compagnie auto-avio sahariane del Raggruppamento sahariano "Mannerini" ed alla 103ª Compagnia arditi camionettisti del I Battaglione speciale arditi. Fu impiegata dal II Battaglione del 10º Reggimento arditi nella difesa della Sicilia e del sud d'Italia. Lo stesso reparto ed il Battaglione d'Assalto Motorizzato impiegarono le "Sahariane" e le "Metropolitane" nella difesa di Roma l'8 settembre 1943. Al momento dell'armistizio le compagnie di camionettisti furono sciolte a parte un gruppo di 46 arditi del 10º che con 7-9 AS42 venne aggregato alla 2. Fallschirmjäger-Division tedesca per cui effettuò compiti di ricognizione sui fronti russo e francese nonché in Belgio e Paesi Bassi. Alcuni mezzi furono recuperati ed impiegati anche dal Battaglione "Barbarigo" della Xª Flottiglia MAS.
Una decina di "Metropolitane" date in dotazione alla Polizia dell'Africa italiana nel dopoguerra vennero integrate nei ranghi dei Reparti Celeri e dei Reparti Mobili della Pubblica Sicurezza, per cui prestarono servizio fino a metà anni '50.

## Armamento
Il tipo di armamento poteva variare a seconda del modello combinando le seguenti armi:
- Breda Mod.37: mitragliatrice media (usa caricatori da 24 colpi).
- Solothurn S-18/1000: fucile anticarro da 20 mm (caricatori da 10 colpi).
- Breda 20/65 Mod. 1935:  mitragliera antiaerea da 20 mm (caricatori da 12 colpi).
- Cannone 47/32 Mod 35: cannone anticarro da 47 mm.
- In aggiunta all'armamento di serie, come riportato da molte foto o cinegiornali, in molti esemplari potevano essere montati su supporti artigianali anche le mitragliatrici Breda Mod. 38, Breda Mod. 30. Oppure, potevano montare anche armamento leggero catturato, quali Vickers K britanniche, sia nella versione a canna singola che doppia.

## Galleria d'immagini

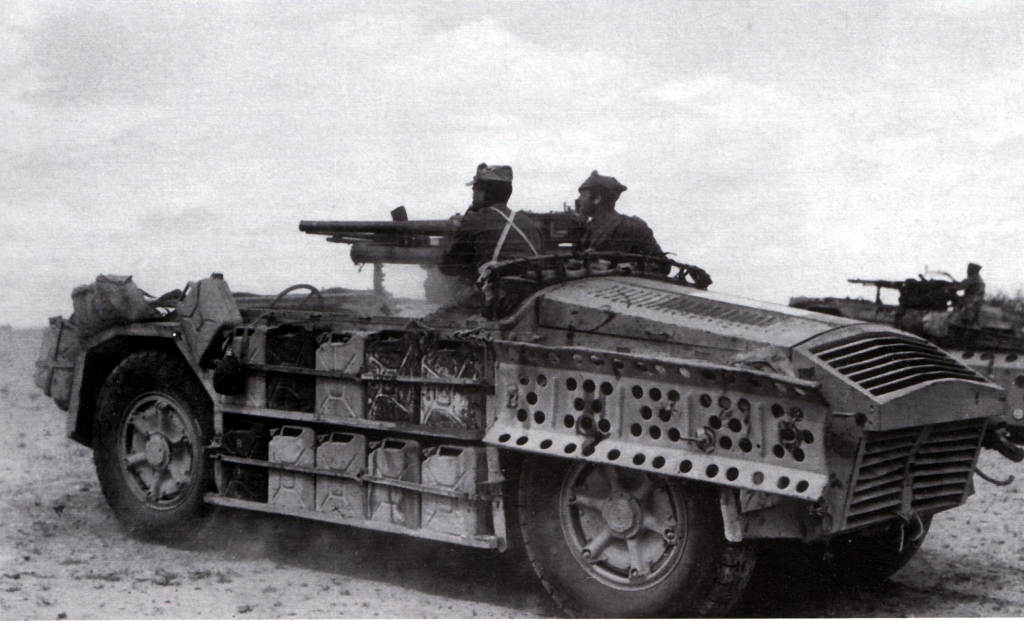
Equipaggiamento: taniche, lamiere e pezzo da 47/32 Mod. 1935.
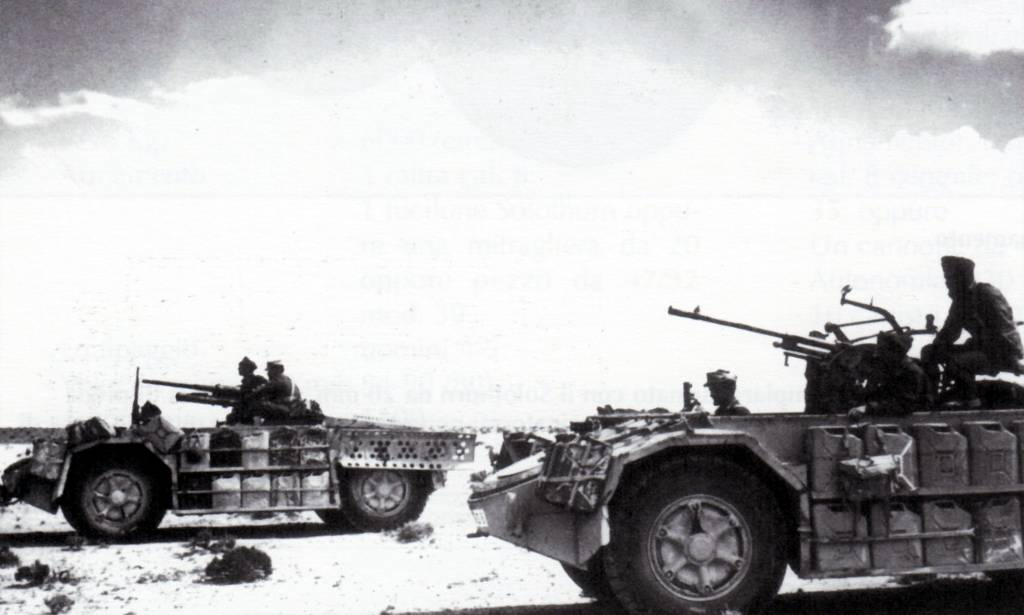
In primo piano una AS42 armata di mitragliera antiaerea Breda 20/65 Mod. 1935; in secondo piano una armata con il cannone controcarro 47/32 Mod. 1935.
Una AS42 Metropolitana appena uscita dalle linee di montaggio.
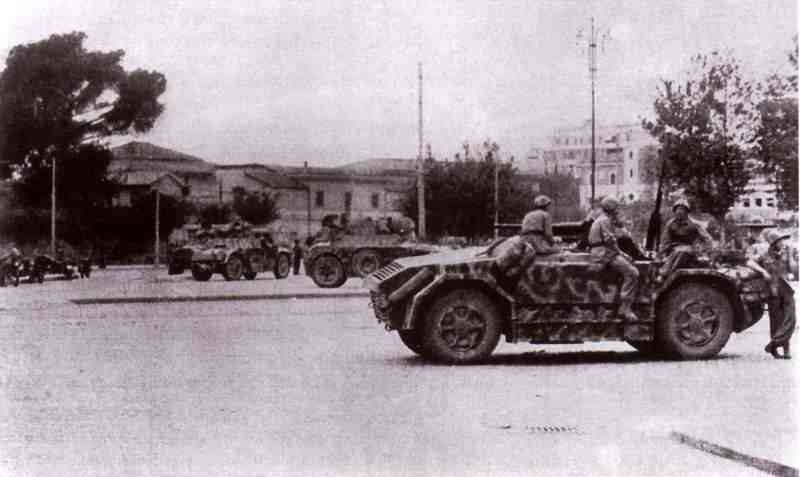
Una AS42 Metropolitana del Battaglione d'Assalto Motorizzato a Roma il 9 settembre 1943, vigilia degli scontri di Porta San Paolo.
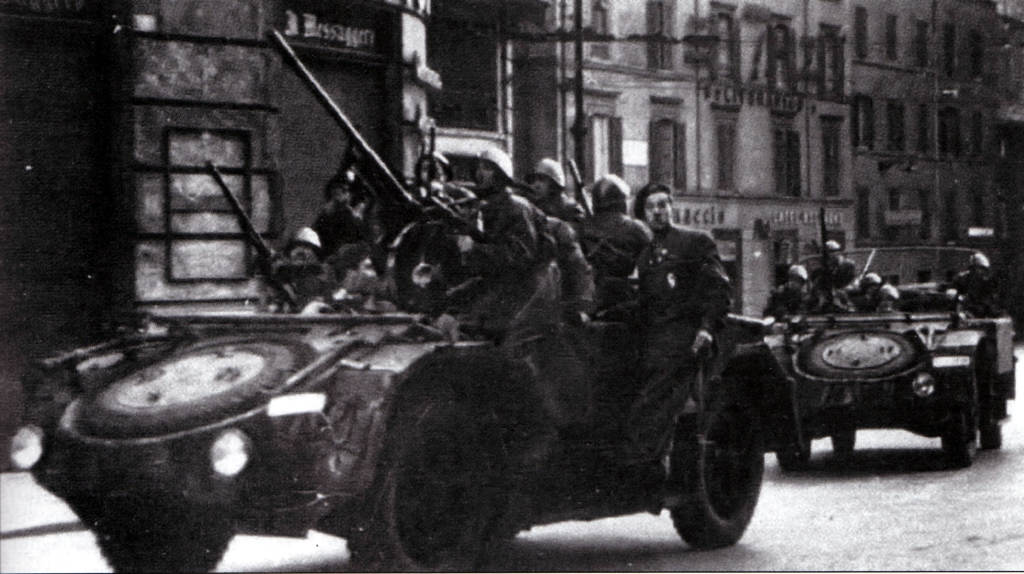
AS42 del Battaglione "Barbarigo" a Roma.